# Lista de vice-governadores de Alagoas
Esta é uma lista de vice-governadores do estado de Alagoas no pós-Estado Novo.

## Titulares do cargo
| Ordem | Lista de vice-governadores de Alagoas | Início do seu mandato  | Fim do seu mandato     | Cidade onde nasceu  | Unidade federativa | Notas de rodapé         | Ref.              |
| ----- | ------------------------------------- | ---------------------- | ---------------------- | ------------------- | ------------------ | ----------------------- | ----------------- |
| 01    | Antônio Guedes de Miranda             | 31 de janeiro de 1951  | 31 de janeiro de 1956  | Porto Calvo         | Alagoas            | [ nota 1 ]              |                   |
| 02    | Sizenando Nabuco de Melo              | 31 de janeiro de 1956  | 31 de janeiro de 1961  | Passo de Camaragibe | Alagoas            | [ nota 2 ]              | [ 1 ]             |
| 03    | Teotônio Brandão Vilela               | 31 de janeiro de 1961  | 31 de janeiro de 1966  | Viçosa              | Alagoas            |                         | [ 2 ]             |
| -     | Cleto Marques Luz                     | [ nota 3 ]             | [ nota 3 ]             |                     |                    | [ nota 4 ]              | [ 3 ] [ 4 ] [ 5 ] |
| 04    | Manoel Sampaio Luz                    | 15 de agosto de 1966   | 15 de março de 1971    |                     |                    |                         | [ 5 ]             |
| 05    | José de Medeiros Tavares              | 15 de março de 1971    | 31 de janeiro de 1975  | Junqueiro           | Alagoas            | [ nota 5 ]              |                   |
| 06    | Antônio Gomes de Barros               | 15 de março de 1975    | 12 de setembro de 1976 |                     |                    | [ nota 6 ]              | [ 6 ]             |
| 07    | Antônio Guedes Amaral                 | 14 de setembro de 1978 | 15 de março de 1979    |                     |                    | [ nota 7 ]              | [ 7 ]             |
| 08    | Teobaldo Vasconcelos Barbosa          | 15 de março de 1979    | 15 de março de 1982    | São José da Laje    | Alagoas            | [ nota 8 ]              | [ 8 ] [ 9 ]       |
| 09    | José de Medeiros Tavares              | 15 de março de 1983    | 14 de maio de 1986     | Junqueiro           | Alagoas            | [ nota 8 ]              |                   |
| 10    | Moacir Lopes de Andrade               | 15 de março de 1987    | 14 de maio de 1989     | Penedo              | Alagoas            | [ nota 9 ]              | [ 10 ]            |
| 11    | Francisco Roberto Holanda de Melo     | 15 de março de 1991    | 1º de janeiro de 1995  |                     |                    |                         |                   |
| 12    | Manuel Gomes de Barros                | 1º de janeiro de 1995  | 17 de julho de 1997    |                     |                    | [ nota 10 ]             |                   |
| 13    | Geraldo Costa Sampaio                 | 1º de janeiro de 1999  | 1º de janeiro de 2003  | Palmeira dos Índios | Alagoas            |                         |                   |
| 14    | Luís Abílio de Sousa Neto             | 1º de janeiro de 2003  | 31 de março de 2006    | Maceió              | Alagoas            | [ nota 8 ]              |                   |
| 15    | José Wanderley Neto                   | 1º de janeiro de 2007  | 1º de janeiro de 2011  | Cacimbinhas         | Alagoas            |                         |                   |
| 16    | José Thomaz da Silva Nonô Neto        | 1º de janeiro de 2011  | 1º de janeiro de 2015  | Maceió              | Alagoas            |                         | [ 11 ]            |
| 17    | José Luciano Barbosa da Silva         | 1º de janeiro de 2015  | 1º de janeiro de 2019  | Palmeira dos Índios | Alagoas            |                         |                   |
| 17    | José Luciano Barbosa da Silva         | 1º de janeiro de 2019  | 1º de janeiro de 2021  | Palmeira dos Índios | Alagoas            | [ nota 11 ] [ nota 12 ] | [ 12 ]            |
| 18    | José Wanderley Neto                   | 15 de maio de 2022     | 31 de dezembro de 2022 | Cacimbinhas         | Alagoas            | [ nota 13 ]             | [ 13 ]            |
| 19    | Ronaldo Augusto Lessa Santos          | 1º de janeiro de 2023  | em exercício           | Maceió              | Alagoas            |                         |                   |

Legenda
| Cor          | Significado                                                                                 |
| Verde        | Mandatários eleitos por votação direta ou indireta (por escolha da Assembleia Legislativa). |
| Azul pólvora | Resultado não homologado por conta da legislação vigente.                                   |
| Amarelo      | Mandatários eleitos indiretamente segundo as regras do Regime Militar de 1964.              |

### Galeria

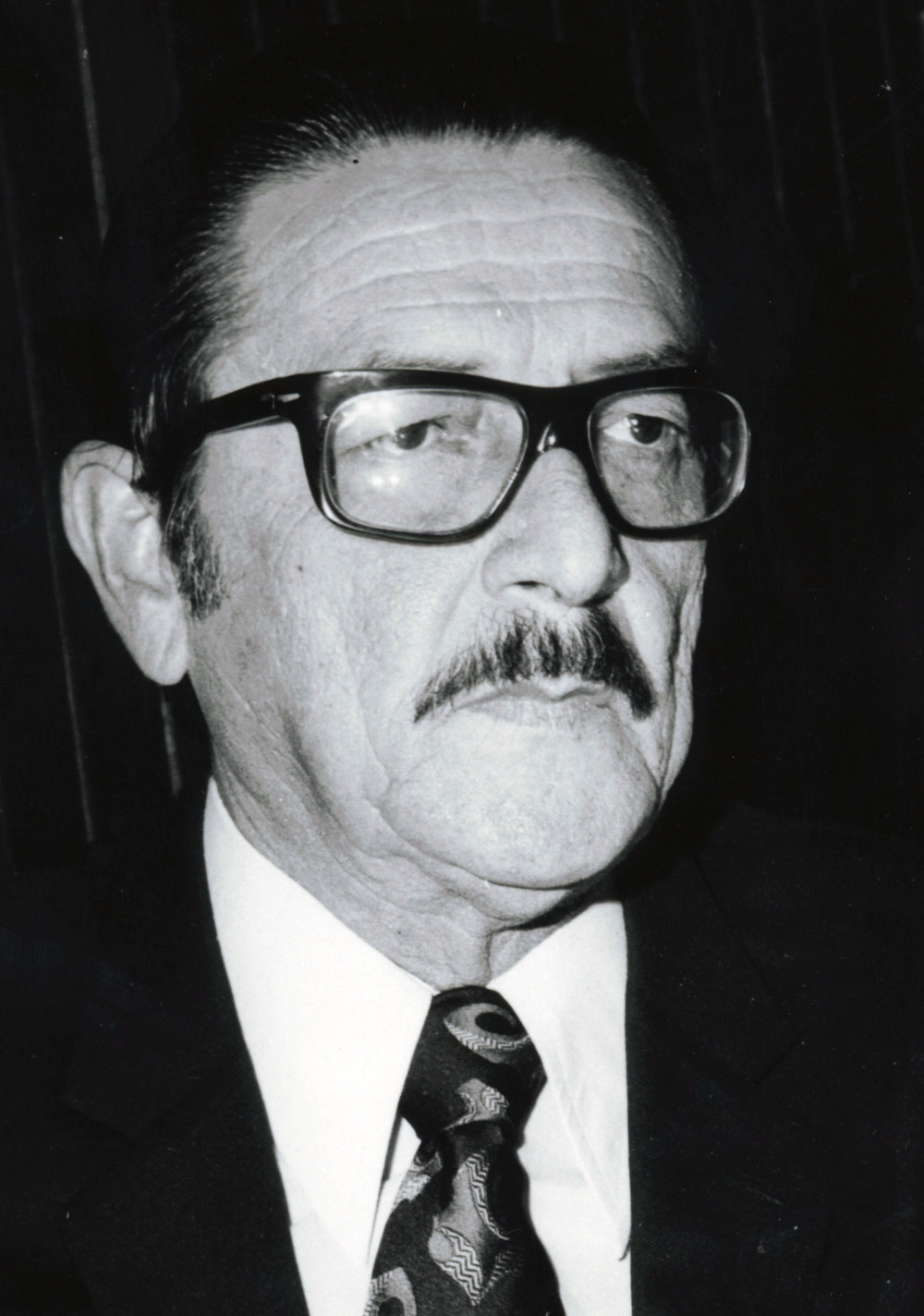
Teotônio Vilela 1961–1966
José Wanderley Neto 2007–2011 2022
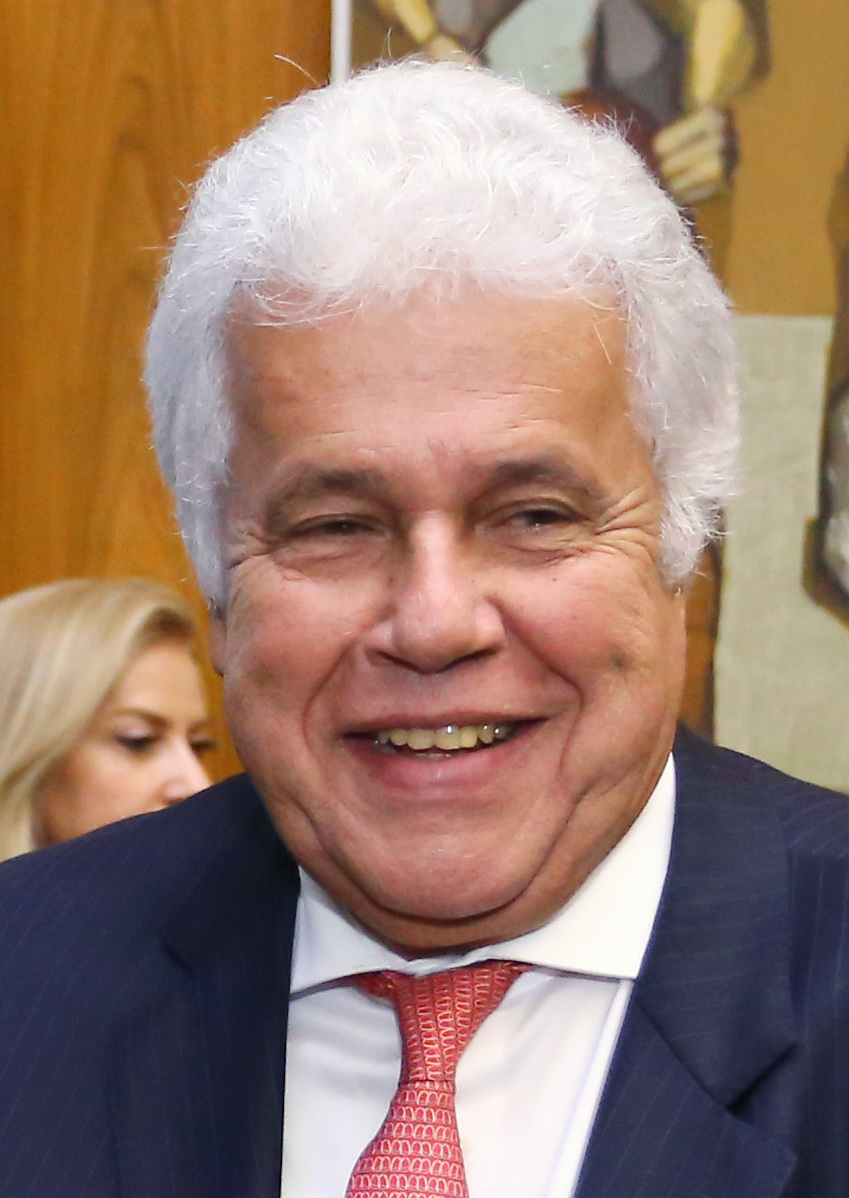
José Thomaz Nonô 2011–2015
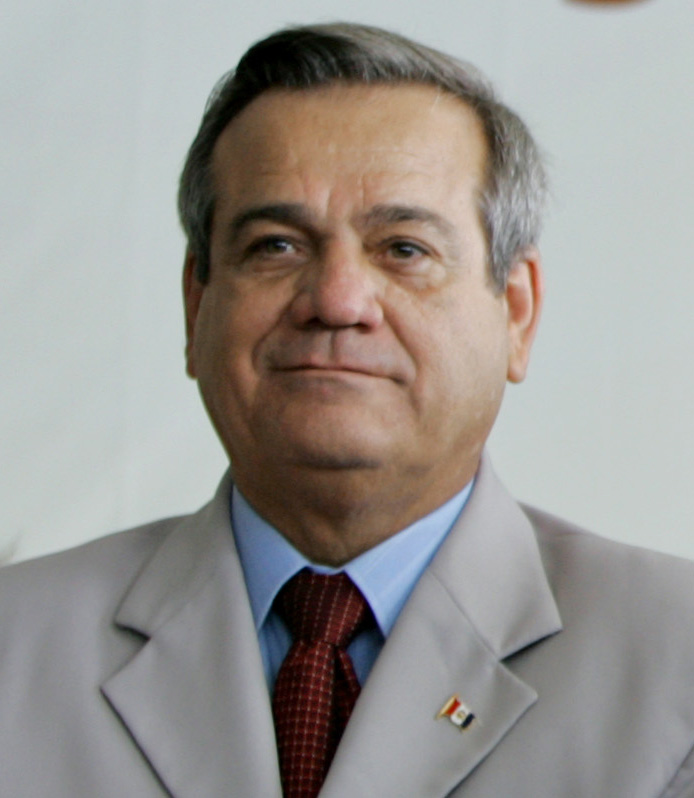
Ronaldo Lessa 2023–presente